# El Pilar (sito archeologico)
El Pilar è un sito archeologico costruito dalla civiltà Maya situato in Belize, nel distretto di Cayo presso il confine con il Guatemala, a 19 km di distanza dalla città di San Ignacio. È il sito maggiore della zona, avente più di 25 piazze estese su 50 ettari di terreno. Non sono stati effettuati molti scavi sul sito, che rimane a tutt'oggi largamente inesplorato dal punto di vista archeologico. Nel 1997 El Pilar è stato messo sulla lista dei 100 siti più in pericolo secondo World Monument Fund. Viene gestito come Riserva Archeologica per la flora e fauna Maya.

## Fonti
- (EN) Belize Report: El Pilar Archaeological Reserve for Maya Flora and Fauna, su belizereport.com. URL consultato il 14 giugno 2008 (archiviato dall'url originale il 24 novembre 2010).
- (EN) The BRASS/El Pilar Program, su marc.ucsb.edu. URL consultato il 14 giugno 2008 (archiviato dall'url originale il 7 marzo 2011).